# Rammas Echor
El Rammas Echor es, en el mundo fantástico creados por J. R. R. Tolkien en sus novelas sobre la Tierra Media, un muro defensivo que rodea a los Campos del Pelennor. Fue construido por el Senescal Ecthelion II en 2954 TE, por la necesidad que tenía de proteger Minas Tirith y el Pelennor de las constantes incursiones de los Orcos que habían dominado Ithilien y que cruzaban el Anduin por los Vados de Osgiliath.
De forma circular, nacía a los pies de las Montañas Blancas en sus laderas nororientales, se extendía hacia el este y luego de unas diez leguas, describía una curva hacia el sur, retrocediendo para comenzar a cercar los Campos de Pelennor. Al nordeste de la Gran Puerta el muro volvía a alejarse unas cuatro leguas bordeando las orillas del Anduin. A la altura de la antigua Capital del Reino se había construido una puerta con dos torres almenadas a sus lados, conocidas como las "Torres de la Guardia del Terraplén", para proteger y vigilar el camino que, sobre un terraplén fortificado, venía de los vados y de los puentes de Osgiliath. Todo el lugar era conocido como "Los Fuertes de la Explanada". Ya más cerca de Minas Tirith (es decir al sudeste), el Rammas se acercaba a poco más de una legua de esta y como el río hacía una brusca curva hacia el oeste para "abrazar" a las Emyn Arnen, el muro se elevaba bien pegado a las orillas. Concluía "chocando" con los flancos del Mindolluin muy cerca de la Ciudad.
En la Guerra del Anillo el Rammas fue reparado por órdenes de Denethor II. Por la Puerta ubicada en el noroeste, la primera de ellas, pasaron Gandalf y Pippin, montados en Sombragrís, en su viaje de Edoras a Minas Tirith, y allí fueron detenidos por Hirgon, uno de los Guardias del Muro. Allí por primera vez los hombres de Gondor vieron un "Mediano". Cinco días más tarde se produjo, en las "Torres de la Guardia del Terraplen", la primera Batalla del asedio a la Capital de Gondor, "la batalla de los Fuertes de la Explanada", en donde Faramir resistió con sus últimas fuerzas el ataque del ejército de Minas Morgul, que se disponía a invadir los Campos del Pelennor. Finalmente el Dúnadan fue derrotado, pero causó grandes bajas. De todas maneras el Rammas Echor fue completamente derruido por los Orcos en el ataque final del Rey Brujo.
- Datos: Q3751838